# Margot Wallström
Margot Elisabeth Wallström (født 28. september 1954 i Kåge, Västerbottens län) er en svensk og europæisk socialdemokratisk politiker. Hun var udenrigsminister i Regeringen Löfven fra 2014 til 2019.
Wallström var socialminister fra 1996 til 1998. Fra 2004 til 2010 var hun næstformand i Europakommissionen og kommissær for institutionerne og kommunikationsstrategi. Fra 1999 til 2004 var hun miljøkommissær.